# Comuna Jora de Mijloc, Orhei
Comuna Jora de Mijloc este o comună din raionul Orhei, Republica Moldova. Este formată din satele Jora de Mijloc (sat-reședință), Jora de Jos, Jora de Sus și Lopatna.

## Demografie
Conform datelor recensământului din 2014, comuna are o populație de 3.543 de locuitori. La recensământul din 2004 erau 4.052 de locuitori.

## Administrație și politică
Componența Consiliului local Jora de Mijloc (13 consilieri), ales la 5 noiembrie 2023, este următoarea:
|  | Partid                                        | Consilieri | Componență | Componență | Componență | Componență | Componență | Componență |
|  | --------------------------------------------- | ---------- | ---------- | ---------- | ---------- | ---------- | ---------- | ---------- |
|  | Partidul Acțiune și Solidaritate              | 6          |            |            |            |            |            |            |
|  | Partidul „Renaștere”                          | 4          |            |            |            |            |            |            |
|  | Forța de Alternativă și Salvare a Moldovei    | 2          |            |            |            |            |            |            |
|  | Partidul Dezvoltării și Consolidării Moldovei | 1          |            |            |            |            |            |            |